# Re mayor
La tonalidad de re mayor (que en sistema europeo se abrevia ReM y en sistema estadounidense, D) consiste en la escala mayor de re, y contiene las notas re, mi, fa sostenido, sol, la, si, do sostenido y re. Su armadura de clave contiene 2 sostenidos.
Su tonalidad relativa es si menor, y su tonalidad homónima es re menor.

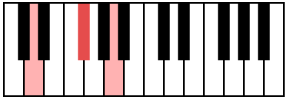
El acorde de tríada: re-fa♯- la.

## Usos
La tonalidad de re mayor es bastante adecuada para la música de violín debido a la estructura del instrumento, cuyas cuatro cuerdas están afinadas en sol, re, la y mi. Las cuerdas al aire resuenan por simpatía con la cuerda re, produciendo un sonido especialmente brillante. No es entonces coincidencia que muchos compositores clásicos a lo largo de los siglos hayan escogido escribir sus conciertos para violín en re mayor, incluyendo a los de Mozart (n.º 2, de 1775, n.º 4, de  1775); Ludwig van Beethoven (1806); Paganini (n.º 1, 1817); Brahms (1878); Chaikovski (1878); Prokófiev (n.º 1, 1917); Stravinski (1931); y Korngold (1945). Paganini es uno de los compositores que utiliza muchas veces esta abreviación en algunos de sus conciertos, como en el concierto número 4 en re menor. 
Es bastante apropiado para la música para guitarra. La sexta cuerda (que normalmente se afina en mi) se puede afinar un tono más grave (hasta re), quedando dos re disponibles como cuerdas al aire. Domenico Scarlatti imitaba los manierismos de la guitarra en sus sonatas para teclado, y esto quizás sea la razón por la que más de 70 de sus 555 sonatas estén de re mayor; más que ninguna otra tonalidad.
Para algunos estudiantes principiantes en instrumentos de viento, sin embargo, re mayor no es una tonalidad muy cómoda, dado que es transportada a mi mayor en los instrumentos en si bemol, y los métodos para principiantes generalmente tienden a evitar tonalidades con más de tres sostenidos.
Incluso así, el clarinete en si bemol es muy utilizado para la música en re mayor, y es probablemente la tonalidad con más sostenidos que es práctica para el instrumento. Hay compositores que, sin embargo, al escribir una obra en re menor con clarinetes en si bemol, los cambian a clarinetes en la cuando la música pasa a re mayor.
La gran mayoría de instrumentos de viento de metal están en re, dado que son frecuentemente usados en la música con instrumentos de arco.
La Uilleann pipes también usa esta tonalidad, junto a otros tantos instrumentos de la música celta.
En la música barroca, la tonalidad de re mayor era considerada como la "tonalidad de la gloria", por lo que hay muchos conciertos para trompeta en re mayor, tales como los de Johann Friedrich Fasch, Gross, Johann Melchior Molter (n.º 2), Leopold Mozart, Telemann (n.º 2), y Giuseppe Torelli. Muchas sonatas para trompeta están Re mayor, además, tales como las de Corelli, Franceschini, Purcell, Torelli, etc.
Con la invención de la trompeta de válvulas, sin embargo, la preferencia giró a las tonalidades con bemoles, y así Joseph Haydn escribió su famoso concierto para trompeta en la tonalidad de mi bemol mayor. También en la Marcha Radetzky de (Johann Strauss, padre), también en trío la mayor.
De las 104 sinfonías de Haydn, 23 están en re mayor (entre ellas las n.º 93, 96 y 104), siendo la tonalidad más usada en sus sinfonías. La gran mayoría de las sinfonías sin numerar de Mozart están en re mayor, las K. 66c, 81/73, 97/73m, 95/73n, 120/111a y 161/163/141a.
Aleksandr Skriabin, en sus convenciones sobre sinestesia, consideró que la tonalidad de re mayor era el color dorado (o amarillo), y, en una discusión con Nikolái Rimski-Kórsakov, dio un ejemplo de una de sus óperas donde un personaje canta en re mayor acerca del oro.

## Obras clásicas famosas en esta tonalidad
- Canon - Johann Pachelbel
- Missa de Gloria RV 565 - Antonio Vivaldi
- Magnificat, varios números del Oratorio de Navidad, Misa en si menor, Concierto de Brandeburgo n.º 5, Suites para orquesta n.º 3 y 4, Minuet - J.S. Bach
- Concierto para trompeta n.º 2 - Georg Philipp Telemann
- Sinfonia Londres - Franz Joseph Haydn
- Concierto para piano KV 537 („Krönungskonzert“), Sinfonía Haffner y la obertura de Las bodas de Fígaro - Mozart
- Sinfonía n.º 2, Concierto para violín, Missa Solemnis, Sonata para piano n.º 15 - Ludwig van Beethoven
- Concierto para violín n.º 1 - Niccolò Paganini
- Concierto para violín en re mayor, op. 35 - Piotr Ilich Chaikovski
- Vals de las flores, de El cascanueces - Piotr Ilich Chaikovski
- Sinfonía n.º 2 - Jean Sibelius
- Pompa y circunstancia n.º 1 - Edward Elgar
- Sinfonía n.º 1 - Gustav Mahler
- Marcha Radetzky - Johann Strauss (padre)
- Vals «El bello Danubio Azul» - Johann Strauss (hijo)
- Gymnopédie n.º 1 - Erik Satie

| Tonalidad   | 7 ♭       | 6 ♭        | 5 ♭       | 4 ♭       | 3 ♭       | 2 ♭       | 1 ♭      | 0        | 1 ♯       | 2 ♯      | 3 ♯       | 4 ♯       | 5 ♯        | 6 ♯       | 7 ♯       |
| Modo mayor: | do♭ mayor | sol♭ mayor | re♭ mayor | la♭ mayor | mi♭ mayor | si♭ mayor | fa mayor | do mayor | sol mayor | re mayor | la mayor  | mi mayor  | si mayor   | fa♯ mayor | do♯ mayor |
| Modo menor: | la♭ menor | mi♭ menor  | si♭ menor | fa menor  | do menor  | sol menor | re menor | la menor | mi menor  | si menor | fa♯ menor | do♯ menor | sol♯ menor | re♯ menor | la♯ menor |